# ماهی‌های سگ‌دندان
ماهی‌های سگ‌دندان (نام علمی: Cynodonichthys) نام یک سرده از خانواده جویبارماهیان است.